# Korno
Korno (deutsch 1939–45 Korn) ist eine Gemeinde in Tschechien. Sie liegt sieben Kilometer südöstlich von Beroun und gehört zum Okres Beroun.

## Geographie
Korno befindet sich rechtsseitig über dem Tal der Berounka in der Brdská vrchovina. Das Dorf liegt in der Quellmulde des Baches Bělečský potok im Landschaftsschutzgebiet Český kras (Böhmischer Karst). Gegen Nordwesten erstreckt sich das Nationale Naturreservat Koda. Nördlich von Korno führt die Bahnstrecke Praha–Plzeň durch das Berounkatal. Im Nordosten erhebt sich der Střevíc (385 m), östlich der Voškov (369 m), südlich der Mramor (470 m) und der Šamor (481 m), im Südwesten der Bacín (499 m), westlich die Strážiště (450 m) und der Hříb (409 m) sowie im Nordwesten der Tobolský vrch (467 m) und der Na Čihadle (388 m).
Nachbarorte sind Koda und Srbsko im Norden, Krupná und Poučník im Nordosten, Klučice, Hlásná Třebaň und Zadní Třebaň im Osten, Běleč, Lhotka und Dolní Vlence im Südosten, Liteň, Pod Cihelnou und Nesvačily im Süden, Měňany im Südwesten, Tobolka im Westen sowie Bítov, Koledník, Jarov, Zavadilka und Tetín im Nordwesten.

## Geschichte
Die erste schriftliche Erwähnung des Dorfes erfolgte um 1360 im Zusammenhang mit Prziedwoy de Korna.  Es wird angenommen, dass sein Sitz eine im oberen Teil des Dorfes gestandene Feste war, die 1540 als wüst bezeichnet wurde.
Im Jahre 1846 bestand Korno aus 25 Häusern mit 156 Einwohnern. Die
Gemeinde betrieb zwei Steinbrüche, in denen Kalkstein bzw. roter Marmor gewonnen wurde, wobei sich der Marmor wegen seiner weichen Konsistenz als unverkäuflich zeigte. Pfarrort war Litten. Bis zur Mitte des 19. Jahrhunderts blieb das Dorf der k.k. Montan-Herrschaft Königshof im Berauner Kreis untertänig.
Nach der Aufhebung der Patrimonialherrschaften bildete Korno ab 1850 eine Gemeinde im Gerichtsbezirk Beroun. 1868 wurde die Gemeinde dem Bezirk Hořowitz zugeordnet. Seit 1936 gehört Korno zum Okres Beroun. 1960 wurde das Dorf nach Měňany eingemeindet. Seit 1972 gehört Korno zum Landschaftsschutzgebiet Český kras. Korno löste sich am 24. November 1990 wieder von Měňany los und bildete eine eigene Gemeinde. Der historische Ortskern wurde wegen seiner erhaltenen Volksarchitektur 1995 zum ländlichen Denkmalschutzgebiet erklärt.

## Gemeindegliederung
Für die Gemeinde Korno sind keine Ortsteile ausgewiesen.

## Sehenswürdigkeiten
- Kapelle am Dorfplatz, der im 19. Jahrhundert errichtete neoromanische Bau wurde im Jahre 2012 rekonstruiert.
- Dorfplatz mit Gehöften in Volksbauweise
- Wallreste der Feste Korno aus dem 14. Jahrhundert hinter der Kapelle. Sie wurde 1540 als wüst bezeichnet. In den 1850er Jahren nahm der Archäologe Václav Krolmus Untersuchungen vor. Die letzten Mauerreste wurden nach 1980 im Zuge des Baus von Einfamilienhäusern beseitigt.
- Reste einer frühzeitlichen Burgstätte auf dem Střevíc; sie stammt vermutlich aus der Hallstattzeit, nach Ansicht von Václav Matoušek befand sich auf dem Hügel ein keltisches oppidum.
- Nationales Naturreservat Koda, in der Kaiserschlucht (Císařské rokle) befindet sich die Aragonithöhle (Aragonitová jeskyně) sowie ein zwei Meter hoher künstlich angelegter Wasserfall, westlich davon die Kodaer Höhle (Kodská jeskyně).
- Ehemaliger Kalksteinbruch Tomášův lom mit 40 m hohen Wänden, nördlich des Dorfes über der Berounka.

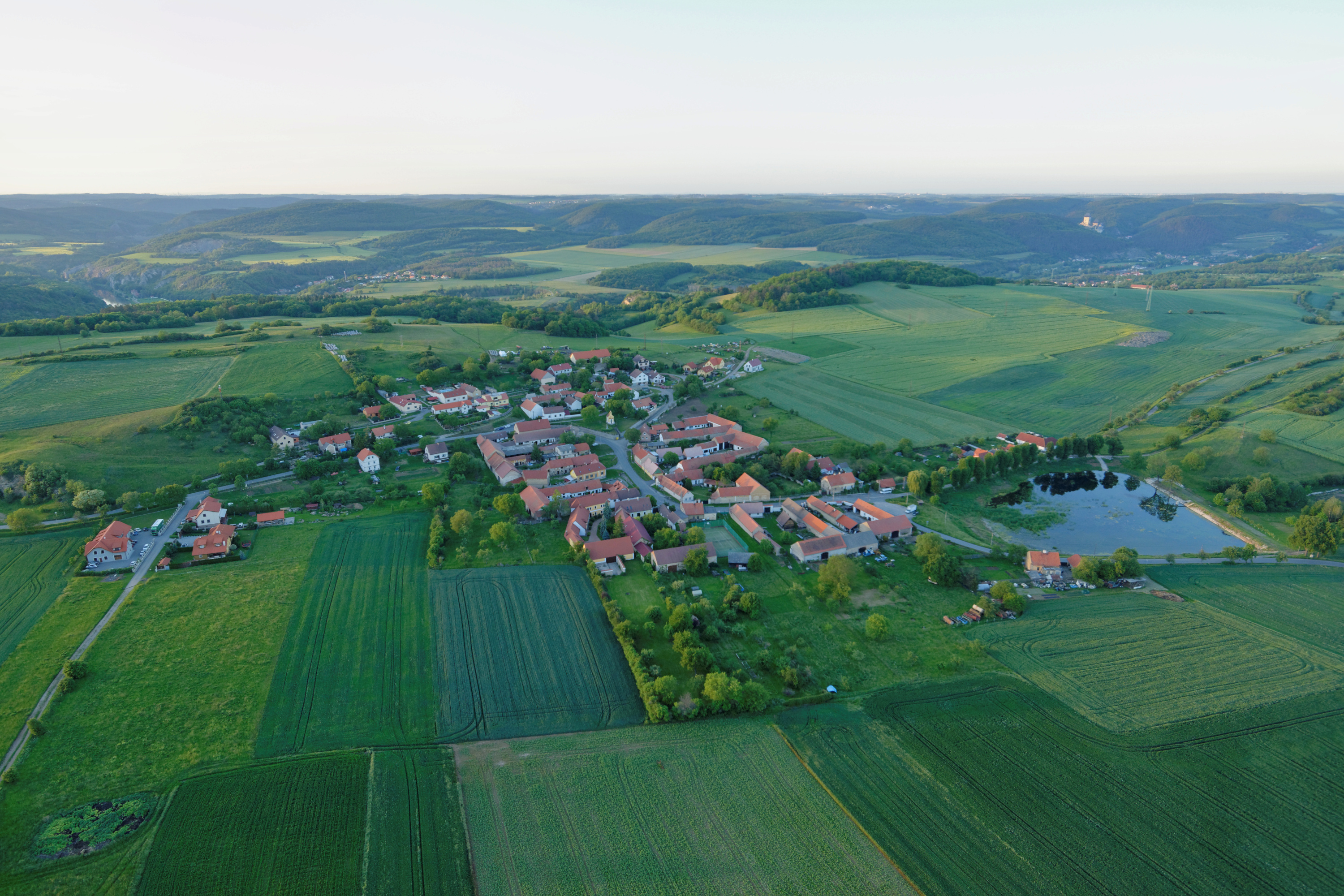
Luftbild des Dorfes
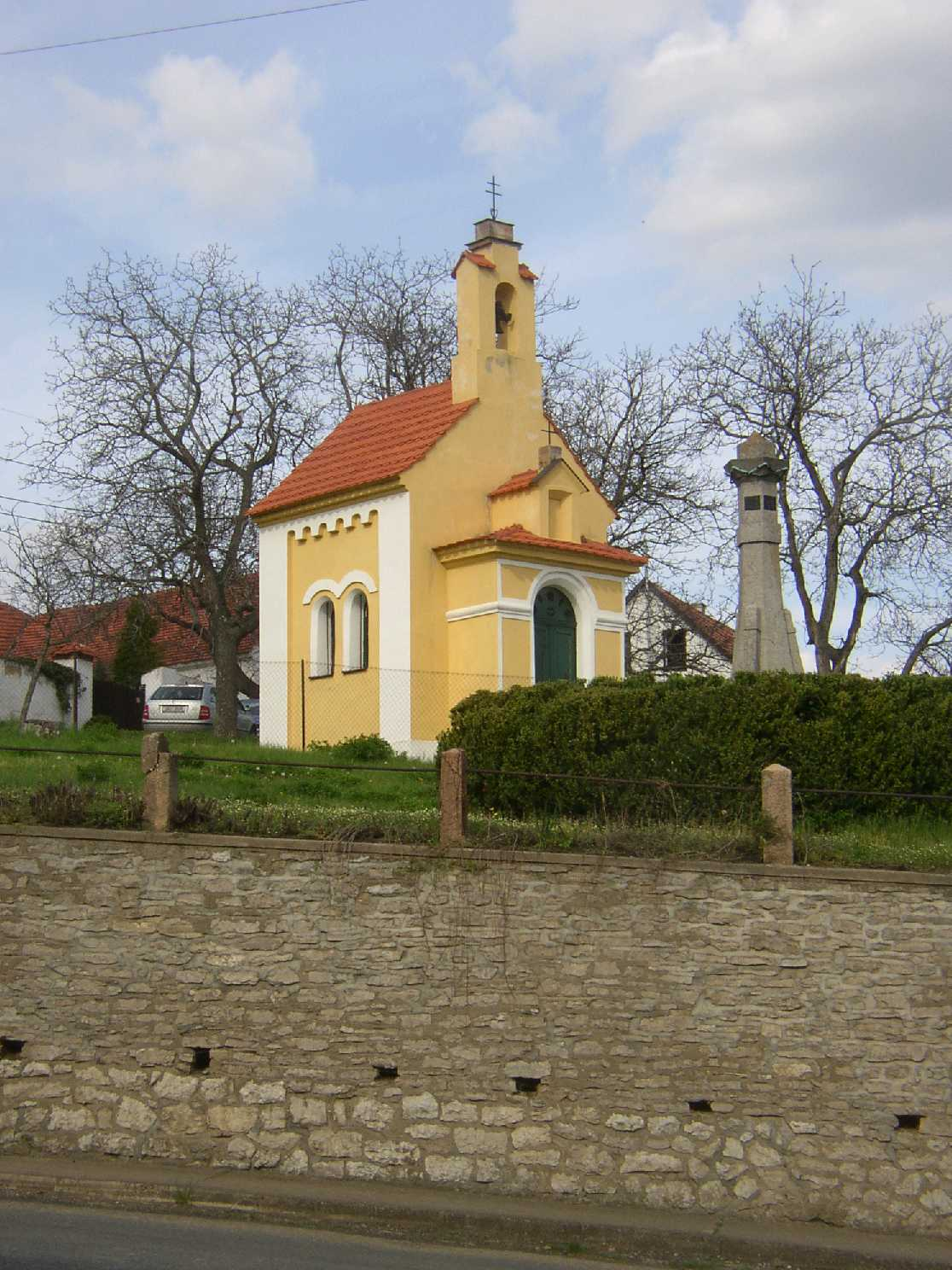
Kapelle
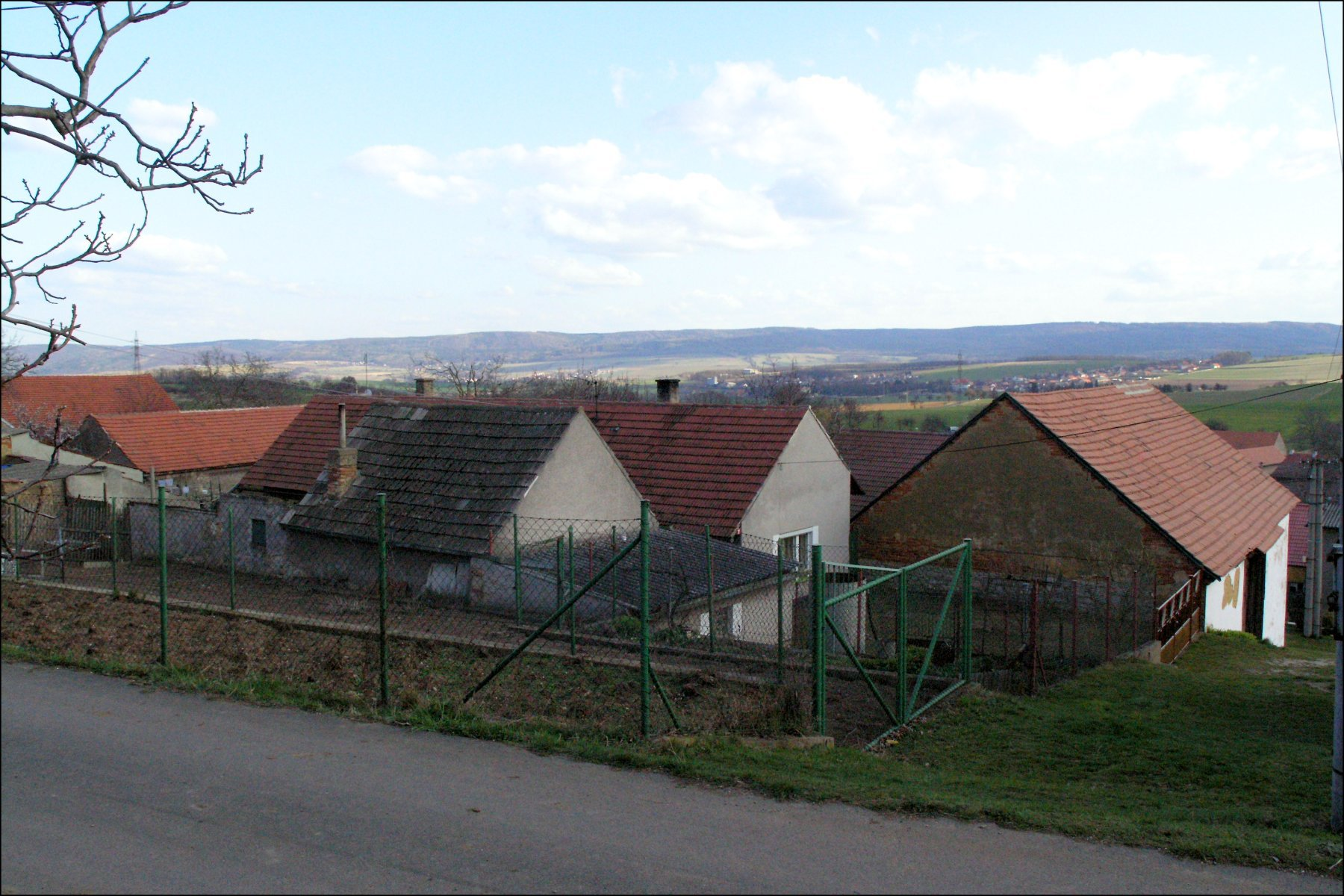
Ortsansicht